# San Francesco al Campo
San Francesco al Campo (en français Saint-François) est une commune italienne de la ville métropolitaine de Turin, dans la région Piémont.

## Fêtes, foires
1er mai - foire- fête du cheval

## Administration
| Période                                  | Période  | Identité                  | Étiquette | Qualité |
| ---------------------------------------- | -------- | ------------------------- | --------- | ------- |
| 14 juin 2004                             | En cours | Denì Francesco Martinetto | civica    |         |
| Les données manquantes sont à compléter. |          |                           |           |         |

### Communes limitrophes
Vauda Canavese, San Carlo Canavese, Rivarossa, Front, Lombardore, San Maurizio Canavese, Leinì